# Osiedle Kolonia (Świdnica)
Kolonia – osiedle mieszkaniowe położone w północno-wschodniej części Świdnicy.
Osiedle Kolonia jest niewielkim zespołem zabudowy jednorodzinnej położonym na południe od ulicy Szarych Szeregów i na wschód od ulicy Przemysłowej. Od południa osiedle Kolonia graniczy z obszarem świdnickiej podstrefy Wałbrzyskiej Specjalnej Strefy Ekonomicznej.